# Mankayan
Mankayan é um município de  primeira classe de renda municipal (d) na província Benguet, nas Filipinas. De acordo com o censo de 1 de maio  de  2020 possui uma população de 37 233 pessoas e 9 288 domicílios.